# Kerstin Werner (Leichtathletin)
Kerstin Werner (* 18. September 1982 in Aalen) ist eine ehemalige deutsche Mittelstreckenläuferin.
Schon als Jugendliche konnte Kerstin Werner einige Meistertitel über ihre Spezialstrecken sowie im Crosslauf sammeln; 2000 nahm sie an den U20-Weltmeisterschaften teil, 2001 wurde sie über die 800-Meter-Strecke Vizeeuropameisterin dieser Altersklasse. 2003 wechselte sie vom TSV Hüttlingen zur LAV Tübingen; seit Anfang 2005 startete die Sportstudentin für den TV Wattenscheid 01.
Bei den Deutschen Meisterschaften 2005 konnte sie über 1500 Meter in der Halle bereits den fünften Platz erlaufen; im Freien wurde sie im selben Jahr Dritte. 2006 wurde sie in der Halle Deutsche Meisterin über 800 Meter und im Freien bei den Meisterschaften in Ulm Deutsche Meisterin über 1500 Meter.
Bei den Deutschen Hallenmeisterschaften 2007 in Leipzig errang sie einen weiteren Titel über 1500 Meter. Im Straßenlauf über 10 Kilometer wurde sie mit der Mannschaft 2007 ebenso Deutsche Meisterin wie 2006 und 2007 in der 3-mal-800-Meter-Staffel.
Aufgrund langanhaltender gesundheitlicher Probleme beendete Kerstin Werner im Januar 2010 ihre sportliche Laufbahn.

## Persönliche Bestzeiten
- 800 m: 2:01,86 min, 12. August 2007, Bochum
  - Halle: 2:04,49 min, 4. Februar 2001, Stuttgart
- 1500 m: 4:15,85 min, 17. Juni 2006, Regensburg
  - Halle: 4:17,28 min, 6. Februar 2007, Düsseldorf